# رندرینگ دامنه دینامیک بالا

مقایسه رندر دیافراگم ثابت (چپ) با رندر HDR (راست) در بازی ویدئویی نیمه‌عمر ۲: ساحل گم‌شده

رندرینگ دامنه دینامیک بالا (به انگلیسی: High-dynamic-range rendering) (HDRR یا HDR rendering) که به نورپردازی دامنه دینامیکی بالا (به انگلیسی: high-dynamic-range lighting) نیز شناخته می‌شود، یک ویژگی است که رندرینگ صحنه‌های گرافیکی رایانه‌ای را با استفاده از محاسبات روشنایی در دامنه دینامیکی بالا (HDR) ارائه می‌دهد. این ویژگی اجازه می‌دهد تا جزئیاتی که ممکن است بخاطر محدود شدن نسبت کنتراست از بین بروند، حفظ کند. بازی‌های ویدئویی و فیلم‌های رایانه ای و جلوه‌های ویژه از این مزیت بهره‌مند می‌شوند چون این ویژگی نسبت به مدل‌های نورپردازی ساده‌تر، می‌تواند صحنه‌های واقع گرایانه تری را ایجاد می‌کند.
شرکت پردازنده گرافیک انویدیا انگیزه HDR را در سه نکته خلاصه می‌کند: چیزهای روشنی که می‌تواند واقعاً روشن باشد، چیزهای تاریکی که می‌تواند واقعاً تاریک باند و جزئیاتی که در هر دو قابل مشاهده است.
در حال حاضر ویژگی HDRR در بازی‌ها بسیار رایج است. همچنین این ویژیگی در سیستم‌های پلی‌استیشن ۲، گیم‌کیوب، اکس‌باکس و آمیگا شبیه‌سازی شده‌است.

## تاریخچه
استفاده از تصویربرداری دامنه دینامیک بالا (HDRI) در گرافیک رایانه ای توسط Greg Ward در سال ۱۹۸۵ با نرم‌افزار Radiance منبع باز و شبیه‌سازی روشنایی، ارائه شد. HDRI بخاطر محدودیت در قدرت محاسباتی، ذخیره‌سازی و روش‌های ضبط کردن، بیش از یک دهه دیده نشد.
در سال ۱۹۹۰، ناکامه و همکاران یک مدل نورپردازی را برای شبیه‌سازهای رانندگی ارائه کردند که نیاز به رندرینگ دامنه دینامیک بالا را در شبیه‌سازی‌های واقعی نشان می‌داد.
در سال ۱۹۹۵، Greg Spencer جلوه‌های تابش خیره کننده فیزیکی را برای تصاویر دیجیتالی در SIGGRAPH ارائه داد.
در سال ۱۹۹۷، پل دبوک نقشه‌های تابش با دامنه دینامیکی بالا در عکس‌ها را ارائه داد.
از آن زمان، HDRI و HDRL (نور مبتنی بر تصویر با دامنه پویا) در بسیاری از موارد در صحنه‌های سه بعدی مورد استفاده قرار می‌گیرد که در آن قرار دادن یک شی object سه بعدی در یک محیط واقعی، به داده‌های نورپردازی نیاز دارد تا روشنایی واقع بینانه ارائه دهد.
در بازی‌های ویدئویی، عنوان Riven: The Sequel to Myst در سال ۱۹۹۷ از سایه بان پردازش HDRI به‌طور مستقیم استفاده کرد. پس از ای۳ سال ۲۰۰۳، شرکت ولو یک فیلم نمایشی از موتور سورس خود ارائه داد که در این نمایش، یک منظره شهری دارای دامنه دینامیکی بالا است. این اصطلاح تا ای۳ ۲۰۰۴ دوباره مورد استفاده قرار نگرفت، ولی وقتی که اپیک گیمز موتور آنریل انجین ۳ را به نمایش گذاشت و ولو بازی نیمه‌عمر ۲: ساحل گم‌شده را معرفی کرد، این اصطلاح دوباره بر سر زبان‌ها افتاد

## موتورهای بازی پشتیبانی کننده از HDR
- آنریل انجین ۵
- آنریل انجین ۴
- آنریل انجین ۳[۱۰]
- Chrome Engine 3
- سورس[۱۱]
- REDengine 3[۱۲]
- کرای‌انجین،[۱۳] کرای‌انجین ۲,[۱۴] کرای‌انجین ۳
- Dunia Engine
- Gamebryo
- گادو (موتور بازی)
- دسیما[۱۵]
- یونیتی (موتور بازی)
- id Tech 5
- LithTech
- Unigine[۱۶]
- فراست‌بایت ۲
- Real Virtuality 2, Real Virtuality 3, Real Virtuality 4
- HPL Engine 3
- Babylon JS[۱۷]
- Torque 3D[۱۸]
- X-Ray Engine